# Szász (település)

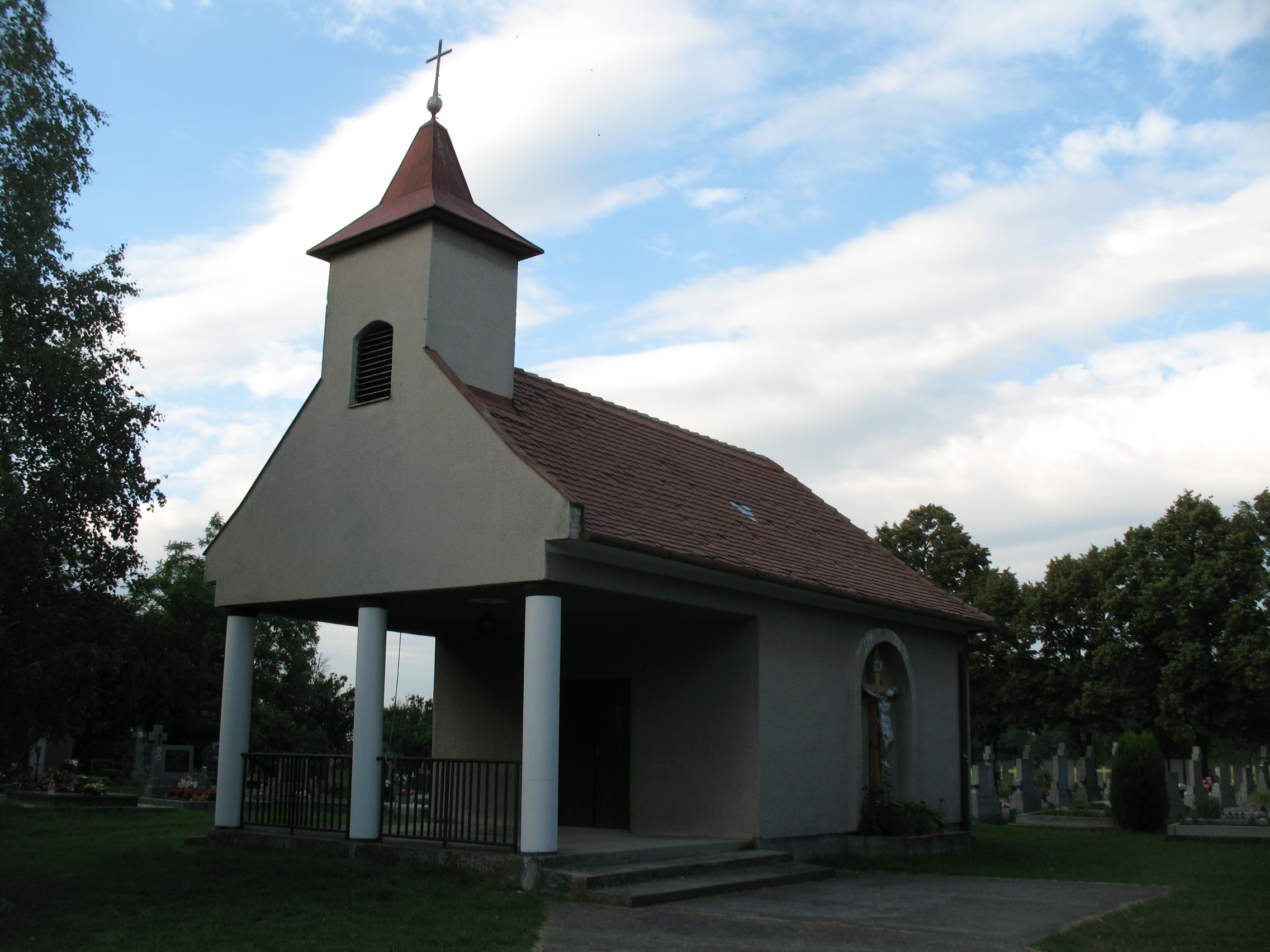
Temető

Szász (szlovákul: Sása) Lég község része, egykor önálló község Szlovákiában, a Nagyszombati kerület Dunaszerdahelyi járásában.

## Fekvése
Dunaszerdahelytől 14 km-re északnyugatra, a pozsonyi út mentén fekszik. Szász a mai Lég község északnyugati részét képezi.

## Története
1239-ben "Zaz-Waros" alakban említik először, ekkor a pozsonyi vár tartozéka volt. 1254-ben "Sas", 1287-ben "Zaz", illetve "Zaaz" néven szerepel. 1317-ben már két faluként "Superior et Inferior Zaz", majd 1354-ben "Alzas" és "Fylzas" alakban említik. 1317-ben legnagyobb birtokosa Szászi Pongrác volt. 1357-ben I. Lajos rendeletére bejárják és leírják határait. 1394-ben az Olgyai család a fő birtokosa. 1437-ben új faluként "Kezepzaz", majd 1462-ben "Wyzaz" szerepel az írott forrásokban. 1467-ben "Kyzaz", 1511-ben "Naghzaz" alakban említik. A település a 18. században egyesült újra egy községgé. Főbb birtokosai a Bacsák, a Majláth, a Petrikovich és a Petőcz családok voltak. 1828-ban 41 házat és 298 lakost számláltak a községben.
Vályi András szerint "SZÁSZ. Nemes Magyar falu Pozsony Várm. földes Urai Benefai Bacsák, és több Uraságok, lakosai katolikusok, régi kastély formára épűltt lakó háza van itten Bacsák Uraságnak; fekszik n. k. Nagy Léghez közel, d. Kis Léggel, ’s é. Nagy Pákával határos; földgyeik jó termékenységűek, haszonvétele van tér mezőségből, fája űltetett fűszfákból, vagyonnyai jelesek."
Fényes Elek szerint "Szász, m. falu, Poson vmegyében, Légh mellett, 305 kath. lak. Szép uri lakházzal, és kerttel, s jövedelmes vendégfogadóval a pesti utban. Határának egy része buzaföld, egy része pedig homokos, s inkább rozsnak való. F. u. Bacsák család. Ut. p. Poson 3 óra."
Pozsony vármegye monográfiája szerint "Szász, kisközség a Felső-Csallóközben, 39 házzal és 281 lakossal, a kik róm. kath. vallású magyarok. E községet egy 1239-iki oklevél Zas-Varos alakban a pozsonyi vár tartozékaként említi. 1314-ben a község határában Szászi Pongrácz egy birtokrészt fiainak elörökít. 1353-ban I. Lajos király a helység határait a Szászi család számára megjáratja. 1394-ben az Olgyai család egyik oklevelében Felzaaz néven találjuk említve és 1747-ben Alszász is szerepel. A XVIII. században és később a Bacsák, Majláth, Petrikovich és Peöcz család volt az ura, és ma Bacsák Istvánnak és Pálnak van itt nagyobb birtoka. A község északnyugati részét ma is Felszásznak és a délkeleti részét Alszásznak nevezik. A községnek nincs temploma. Postája, távírója Nagylég és vasúti állomása Nagypaka."
Trianon előtt Pozsony vármegye Somorjai járásához tartozott. 1910-ben 330, túlnyomórészt magyar lakosa volt. 1940-ben Kislég és Nagylég községekkel Lég néven egyesítették, majd 1960-ban Előpatonyt is hozzá csatolták.

## Nevezetes emberek
- Itt született 1848. november 25-én benefai Bacsák Zsigmond címzetes lovassági tábornok.[4]